# 용궁초등학교
용궁초등학교는 대한민국 경상북도 예천군 용궁면에 있는 초등학교다.

## 학교 연혁
- 1907년 7월 4일 사립 용범학교 설립
- 1912년 4월 15일 용궁공립보통학교로 개교(사립 용범학교 인수)
- 1938년 4월 1일 용주공립심상소학교로 개정
- 1941년 4월 1일 용주공립국민학교로 개정
- 1946년 4월 5일 용궁국민학교로 교명 변경
- 1947년 8월 1일 향석분교장 설치
- 1981년 3월 9일 병설유치원 개설
- 1984년 3월 1일 특수학급 설치(1학급)
- 1999년 9월 1일 장평분교장 편입(34명)
- 2003년 3월 1일 향석초등학교 통합(2-6학년 28명)
- 2004년 6월 26일 다목적교실 개관
- 2009년 3월 1일 장평분교장 통폐합(6명전입)
- 2018년 2월 9일 106회 졸업식( 13명, 총 졸업생 수 11,284명)
- 2018년 3월 1일 초등 5학급, 유치원 1학급 편성
- 2018년 3월 1일 제38대 권혜자 교장 부임